# Pyrus costata
Pyrus costata är en rosväxtart som beskrevs av Georgji Prokopievič Sumnevicz. Pyrus costata ingår i släktet päronsläktet, och familjen rosväxter. Inga underarter finns listade i Catalogue of Life.